# Stora vita fläcken

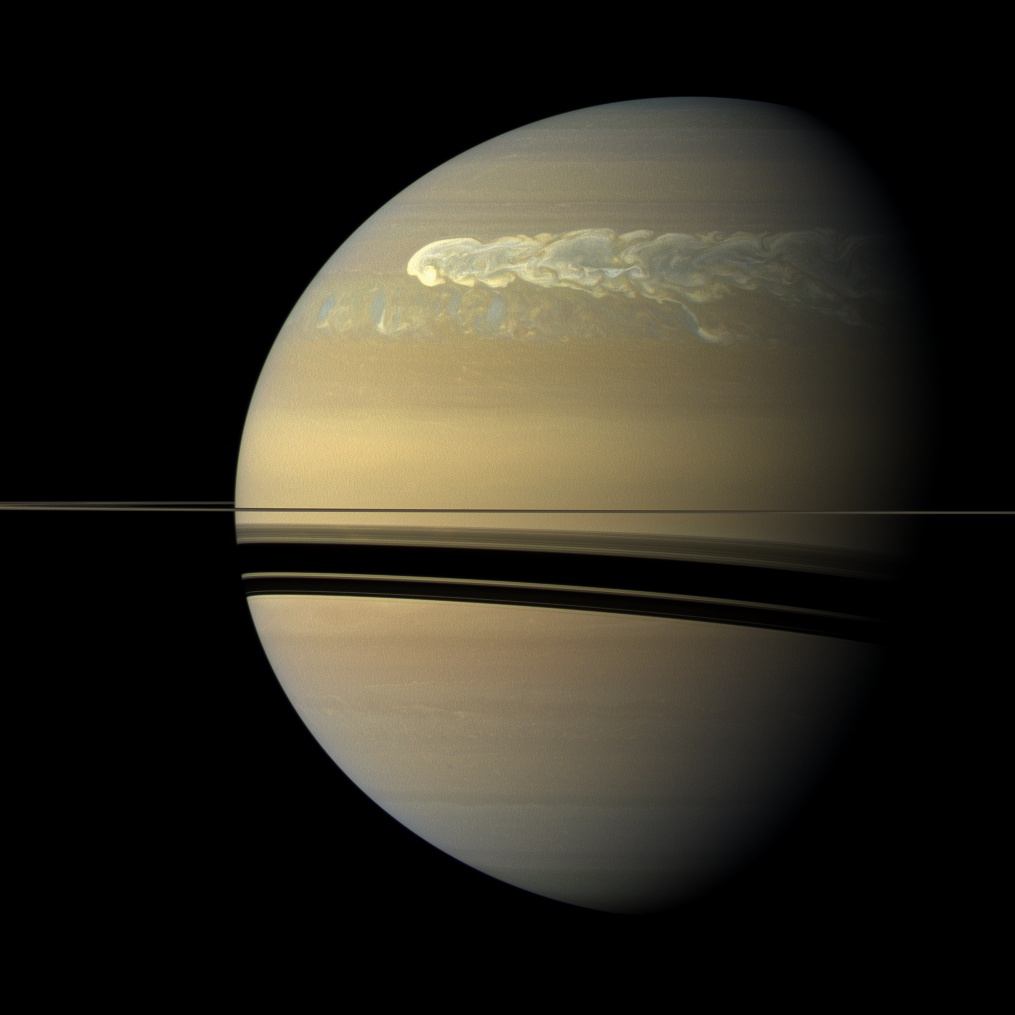
Den Stora vita fläcken på Saturnus 2011.

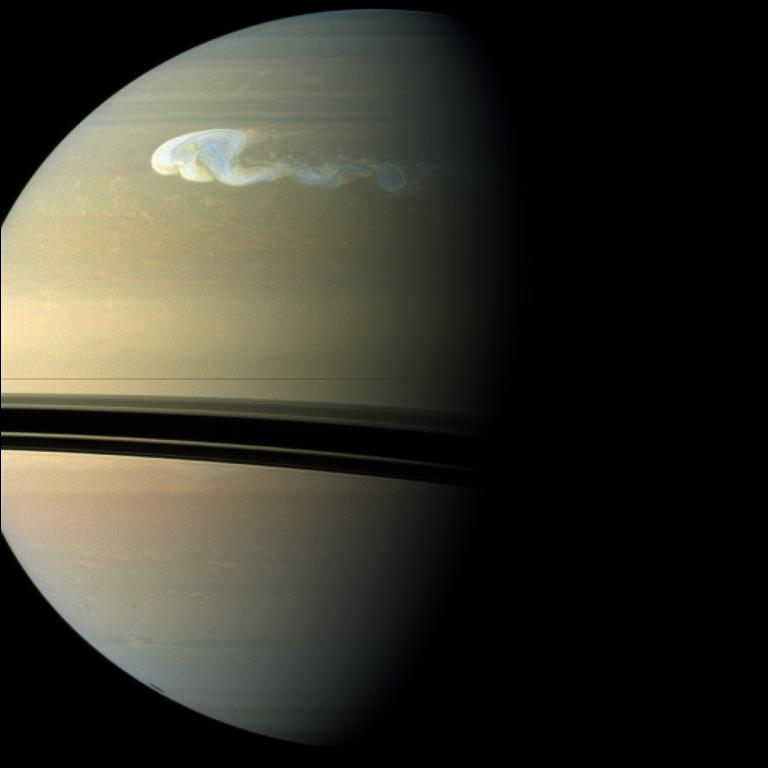
Den stora stormen i december 2010.

Stora vita fläcken är ett stort anticykloniskt stormsystem i planeten Saturnus atmosfär, som namngivits analogt med den Stora röda fläcken på Jupiter. Stormarna är i perioder tillräckligt stora för att kunna observeras från jorden med teleskop. Stormområdet kan vara åtskilliga tusentals kilometer stort.
Fenomenet har en ungefärlig period i 28,5-årscykler, när Saturnus norra hemisfär lutar som mest mot solen. 2010 - 2011 rasade en särskilt stark storm inom den Stora Vita fläcken och andra delar av norra hemisfären, som kommit att kallas "Great Springtime Storm".